# 阿尔贝·泰弗农
阿尔贝·泰弗农（法語：Albert Thévenon，1901年9月16日—1959年5月10日），法国男子水球运动员。他曾代表法国参加1928年夏季奥林匹克运动会水球比赛，获得一枚铜牌。他于1959年在巴黎去世。